# Етнолісознавство
Етнолісознавство — дослідження лісівництва, яке розглядає соціокультурну складову, це дослідження та практика взаємозв’язків між людьми та лісами, що наголошує на традиційних знаннях і культурних практиках, пов’язаних із управлінням лісами. Можна визначити етнолісівництво як створення, збереження, управління та використання лісових ресурсів шляхом постійної практики звичаїв місцевими громадами.
Охорона місць існування класифікується як охоронне етнолісництво. Традиційні методи відновлення людиною прожиткових видів відносять до плантаційного етнолісівництва. До них відносяться прямий посів, посадка кореневищ бамбука, зрізання, догляд за дикими тваринами та закриття. Традиційні методи вирощування дерев і сільськогосподарських культур на сільськогосподарських угіддях називають етноагролісомеліорації.